# Ixodes moreli
Ixodes moreli este o specie de căpușe din genul Ixodes, familia Ixodidae, descrisă de Joseph Charles Arthur în anul 1957. Conform Catalogue of Life specia Ixodes moreli nu are subspecii cunoscute.